# Elija Valentić
Elija Valentić (* 11. März 1998) ist eine kroatische Leichtathletin, die sich auf den Stabhochsprung spezialisiert hat.

## Sportliche Laufbahn
Erste internationale Erfahrungen sammelte Elija Valentić im Jahr 2016, als sie bei den Balkan-Meisterschaften in Pitești mit übersprungenen 3,80 m die Bronzemedaille gewann. Im Jahr darauf belegte sie bei den U20-Europameisterschaften in Grosseto mit 3,90 m den achten Platz und 2018 gewann sie bei den Balkan-Meisterschaften in Stara Sagora mit 3,80 m die Silbermedaille. 2021 wurde sie dann bei den Balkan-Meisterschaften in Smederevo mit einer Höhe von 4,00 m Fünfte. 2022 gelangte sie bei den Balkan-Hallenmeisterschaften in Istanbul mit 4,00 m auf Rang vier.
In den Jahren 2015, 2017 und 2018 sowie 2021 wurde Valentić kroatische Meisterin im Stabhochsprung im Freien sowie 2018, 2019 und 2022 in der Halle.

## Persönliche Bestleistungen
- Stabhochsprung: 4,26 m, 5. Juni 2021 in Karlovac (kroatischer Rekord)
  - Stabhochsprung (Halle): 4,16 m, 30. Januar 2021 in Mannheim (kroatischer Rekord)